# Argintar

Argintar rrom pregătind colecția de vară, de bijuterii de argint, pe un trotuar din cartierul Drumul Taberei, București

Argintar este un meșteșugar care confecționează sau vinde obiecte și podoabe de argint sau de alte metale prețioase.
Unul dintre meșteșugurile tradiționale ale rromilor este și prelucrarea metalelor prețioase, aur și argint. Argintarii rromi confecționează bijuterii, piese de harnașament (pinteni), piese de îmbrăcăminte (nasturi, butoni), obiecte de uz casnic (tacâmuri, castroane, tăvi, solnițe aurite, cupe de argint aurite, cești) și obiecte religioase (cădelnițe, sfeșnice, cristelnițe, candele, cruci). Se remarcă tehnica filigranului, tehnica modelării în relief prin ciocănire și arta încrustării cu pietre prețioase.
François Charles Hugues Laurent-Pouqueville, în cartea sa Voyage dans la Grèce, vol. II, ed. II, 1821, pag. 353, scrie că vlahii, care nu sunt ocupați în țesătorii și fabrici, sunt argintari; și, cu toate că sunt lipsiți de modeluri bune, ei lucrează destul de bine aurul și argintul.
În Raportul lui Constandin Golescu, vel logofăt, către Divanul Săvârșitor al Țării Românești, din 2 august 1830, prin care descrie situația „măsurilor” existente (stânjeni, prăjini, banițe, ocale, cantar, dramuri, coți etc.), se face referire și la cuiungibașa, care era șeful argintarilor și aurarilor.

## Profesia de argintar astăzi
La nivel internațional a fost adoptată Clasificarea Internațională Standard a Ocupațiilor – ISCO 08, la care a aderat și România, în baza Hotărârii Guvernului nr. 575 bis/1992 cu privire la realizarea unor nomenclatoare unitare de interes general prevăzute în concepția generală a informatizării în România, materializate prin Ordinul Comun nr. 1.832/856/2011 din 6 iulie 2011 privind aprobarea Clasificării ocupațiilor din România. Conform acestei clasificări, ocupația de argintar are codul 731301, fiind încadrată în grupa 7313 Giuvaergii și lucrători în metale prețioase.